# Hans Kehrer
Hans Kehrer, bürgerlicher Name: Stefan Heinz, ab 1980 Stefan-Heinz Kehrer, Mundartdarsteller: Vetter Matz von Hopsenitz, (* 28. Februar 1913 in Kisszentpéter, (deutsch Kleinsanktpeter bzw. Totina), Komitat Temes, Königreich Ungarn, Österreich-Ungarn; † 18. Dezember 2009 in Berlin) war ein Lehrer, Dichter, Schriftsteller, Dramatiker und Schauspieler aus der Volksgruppe der Banater Schwaben.

## Leben
Stefan Heinz besuchte das Realgymnasium in Timișoara (1924–1928) sowie die dortige Deutsche Katholische Lehrerbildungsanstalt (1928–1932) an der Banatia. Anschließend war er als Lehrer in Lenauheim (1933–1934), Kreis Timiș und von 1935 bis 1941 als Kantorlehrer in Aluniș (deutsch Traunau) im Kreis Arad tätig. Nach Eintritt Rumäniens in den Zweiten Weltkrieg wurde er zum Militärdienst einberufen, den er als Sergeant der rumänischen Armee an der Ostfront ableistete. Nach seiner Rückkehr übernahm er 1943 das Amt des Schulinspektors für die Volksschulen der Deutschen in Rumänien. Nach dem Seitenwechsel Rumäniens zu den Alliierten und dem Einmarsch der Roten Armee im Banat Ende 1944 konnte er den Deportationen der Rumäniendeutschen entgehen, indem er untertauchte und sich ein Jahr lang in Lenauheim und Kleinsanktpeter versteckt hielt. In den Nachkriegsjahren wurde er aus politischen Gründen vom Schuldienst ausgeschlossen und schlug sich als Leinenweber, Tagelöhner, Kaufmann und Privatlehrer durch. 1947 erlangte er wieder eine Anstellung als Lehrer an der konfessionellen Schule in Bărăteaz (deutsch Baratzhausen).
Am 1. Februar 1953 wurde er Mitglied des Ensembles des neugegründeten Deutschen Staatstheaters in Temeswar (DSTT). Hier wirkte er unter dem Künstlernamen Hans Kehrer als Schauspieler und als Bühnenautor. Herausragend ist sein Bühnenwerk Zwei Schwestern, eine schwäbische Passion, welches das dramatische Schicksal der Rumäniendeutschen im 20. Jahrhundert wie kaum ein anderes synthetisiert. Das Stück wurde zwei Mal in Timișoara inszeniert, anschließend auch als Fernsehfilm aufgezeichnet und mehrmals auf in- und ausländischen Gast- und Festspielen aufgeführt. Von 1953 bis 1973 wirkte er als Schauspieler und übersetzte zugleich rumänische Stücke in die Deutsche Sprache. Außerdem leistete er Regiehilfe bei Laienspielgruppen in den Banater Dörfern.
Neben klassischen Rollen verkörperte er am liebsten die Gestalt des Vetter Matz von Hopsenitz, den leicht altmodischen, doch selbstbewussten, witzigen und auch selbstkritischen schwäbischen Bauern. Mit dieser Rolle wurde er zur volkstümlichsten Persönlichkeit unter den Donauschwaben im Banat. Als Vetter Matz sorgte er in der deutschsprachigen Sendung des Bukarester Fernsehens in Mundart für volkstümliche Unterhaltung.
1980 kehrte er von einer Westreise nicht wieder in seine rumänische Heimat zurück, ließ sich in Bielefeld nieder und erlangte die deutsche Staatsangehörigkeit. 2001 erhielt er das Bundesverdienstkreuz I. Klasse für seine Verdienste bei der Förderung der banatdeutschen Kultur in der alten wie in der neuen Heimat.
In Deutschland schrieb er im Auftrag der Stadt Altusried das Stück Anno 1525 – Bauernkrieg im Allgäu für die örtlichen Freilichtspiele. Rund 124.000 Zuschauer sahen die 29 Aufführungen, bei denen bis zu 500 Darsteller mitwirkten.
Stefan Heinz war in der unmittelbaren Nachkriegszeit Mitglied der Sozialdemokratischen Partei Rumäniens. Am 18. Dezember 2009 verstarb er im Alter von 96 Jahren in Berlin.

## Tätigkeiten

### Erzählungen
- Der Spatzenbaum Tschilipik und seine große Familie (Kinderbuch). Facla Verlag, Timișoara 1977.
- Lehrerwahl in Traunhofen: Erzählung (= Veröffentlichungen des Südostdeutschen Kulturwerks. Band 58). München 1998, ISBN 3-88356-140-1.
- Im Zangengriff der Zeiten: ein langes Leben - in kurzen Geschichten. ADZ Verlag, Bukarest 2001, ISBN 973-99655-7-1 (autobiographisches Werk).

### Mundartautor
- Sammlung verschiedener Geschichten vom Vetter Matz, Facla Verlag Temeswar, 1979.
- Pipatsch Buch. Sammlung von Beiträgen verschiedener Banater Autoren.
- Prosa in banatschwäbischer Mundart, Facla Verlag, Timișoara 1972.
- Schwowisches Volksbuch, Sammlung von Beiträgen verschiedener Banater Autoren, Facla Verlag Timișoara
- "Max und Moritz von A bis Z in deutschen Mundarten von Aachen bis zur Zips" von Manfred Görlach im Universitätsverlag  C. Winter, Heidelberg 1995

### Mitherausgeber
- Gesamtredaktion im Heimatbuch Kleinsanktpeter-Totina. 1843–1993.[2]
- Redaktion im Heimatbuch Temeschburg/Temeswar.[3]
- Forschungen zur Familie Adam Müller-Guttenbrunn[4]

### Bühnenautor
- Zwei Schwestern. Eine schwäbische Passion. 1980, Theaterstück in banatschwäbischer Mundart über die Verschleppung der Rumäniendeutschen zur Zwangsarbeit in sowjetische Arbeitslager[5]
- Meister Jakob und seine Kinder. nach dem gleichnamigen Roman von Adam Müller-Guttenbrunn, 1974[6]
- Narrenbrot. 1974[7]
- Es geht um die Heirat. 1966[8]
- Versunkene Äcker. 1961[9]
- Anno 1525 - Bauernkrieg. im Auftrag der Stadt Altusried[10]

### Schauspieler
- General Rieger in Die Karlsschüler von Heinrich Laube
- Präsident, Kammerdiener in Kabale und Liebe von Friedrich Schiller
- Domingo in Die Räuber von Friedrich Schiller
- Lehmkuhl in Bürgermeister Anna von Friedrich Wolf
- Just in Minna von Barnhelm von Gotthold Ephraim Lessing
- Dorfrichter Adam in Der zerbrochne Krug von Heinrich Kleist
- Dusterer in Der G‘wissenswurm von  Ludwig Anzengruber
- Großknecht in Der Meineidbauer von Ludwig Anzengruber
- Krüger in Der Biberpelz von Gerhart Hauptmann
- Walter Fürst in Wilhelm Tell von Friedrich Schiller
- unzählige Auftritte in bunten Abenden als Vetter Matz von Hopsenitz, in einer Rolle, in der er den banatschwäbischen Bauern verkörpert

## Auszeichnungen
- 2001 erhielt er das Bundesverdienstkreuz I. Klasse für seine Verdienste in der Förderung der banatdeutschen Kultur in der alten und neuen Heimat.